# Wettolsheim
Wettolsheim é uma comuna francesa na região administrativa de Grande Leste, no departamento Alto Reno. Estende-se por uma área de 8,88 km². Em 2010 a comuna tinha 1 803 habitantes (densidade: 203 hab./km²).